# Баратов, Рауф Баратович
Рауф Баратович Баратов (10 октября 1921 — 15 января 2013) — советский и таджикский геолог. Действительный член Академии Наук Таджикской ССР и Республики Таджикистан (1968). Доктор геолого-минералогических наук (1966), профессор (1967). Заслуженный деятель науки Таджикистана.

## Биография
Рауф Баратович Баратов родился 10 октября 1921 года в кишлаке Пулатан Кокандского уезда Ферганской области Туркестанской АССР РСФСР (ныне село Канибадамского района Согдийской области Республики Таджикистан) в семье дехканина. Таджик. С ранних лет жил с родителями в Канибадаме. Окончил семилетнюю школу.
Геология занимала Баратова с детства. Однако первым его желанием всё же было стать учителем. После окончания школы Рауф Баратович поступил в педагогическое училище и, окончив его с отличием в 1937 году, начал в нём преподавательскую деятельность. Однако увлечение геологией скоро взяло верх, и в 1938 году он поступил на геолого-почвенный факультет Среднеазиатского государственного университета в Ташкенте. Будущий академик окончил третий курс университета, когда началась Великая Отечественная война. В 1942 году он отправился в Сталинабад, где на базе Геологического института Таджикского филиала Академии Наук СССР формировались геолого-поисковые отряды. Работал коллектором в экспедиции доцента Ленинградского горного института И. К. Никитина. При его непосредственном участии экспедиция открыла Тамдикульское мышьяково-вольфрамовое месторождение, свинцовое месторождение Дара-Пиоз в районе Хаита и Моговское флюоритовое месторождение в Рохатах. Геолого-разведывательная работа в Гиссарско-Каратегинских и Алайских горах дала ему богатейший научный материал и огромный практический опыт.
В 1945 году Р. Б. Баратов окончил САГУ и поступил в аспирантуру. В этот период он под руководством профессора В. И. Попова начинает изучение магматических пород Гиссарского хребта для оценки их рудоносности. Исследования Рауф Баратович продолжает, став в 1948 году младшим научным сотрудником Геологического института. Почти одновременно молодого талантливого учёного приглашают в Таджикский государственный университет имени В. И. Ленина читать лекции по петрографии кристаллических пород и металлогении. Преподавал в университете Рауф Баратович до 2006 года и подготовил за это время по специальности не одно поколение советских и таджикских геологов. В 1949 году он защитил кандидатскую диссертацию по теме «Магматические породы бассейна реки Варзоб и связанных с ним рудников». Работа Р. Б. Баратова имела большое народно-хозяйственное значение. В ней были даны научные рекомендации по изысканию новых рудных месторождений в том районе.
В 1951 году в Таджикистане была организована республиканская Академия наук. В связи с этим Геологический институт был преобразован в Институт геологии АН Таджикской ССР, а кандидат геолого-минералогических наук Р. Б. Баратов назначен заведующим сектором петрографии и полезных ископаемых. Через год Рауф Баратович избирается членом-корреспондентом Академии Наук Таджикской ССР, а в 1953 году занимает пост директора Института геологии. Этим заведением он руководил до 1988 года, а затем был его почётным директором. В том же 1953 году по его инициативе было организовано таджикское общество минерологов СССР, которое он бессменно возглавлял долгие годы.
В 50-х — 60-х годах XX века Р. Б. Баратов ведёт большую научно-исследовательскую работу, публикует ряд основополагающих статей по фундаментальным проблемам петрологии и металлогении Таджикистана. Результаты научной деятельности Рауфа Баратовича были обобщены им в 1966 году в научном труде «Интрузивные комплексы южного склона Гиссарского хребта и связанное с ними оруденение», который стал его докторской диссертацией. В книге были подробно рассмотрены магматические образования Гиссарского хребта, в том числе Гиссарского батолита. Баратовым было дано определение нескольких рудоносных поясов металлогенических зон, что позволило создать схему металлогенического районирования южного Тянь-Шаня и Памира. В дальнейшем эта схема была использована для поисков месторождений вольфрама, золота, молибдена, олова, плавикового шпата и полиметаллов на территории Центрального Таджикистана. Научная работа Рауфа Баратовича вызвала большой резонанс в научных кругах. Вслед за присвоением учёной степени доктора геолого-минералогических наук Р. Б. Баратову была присуждена Государственная премия Таджикской ССР имени Абу Али ибн Сино в области науки и техники. В 1967 году Высшая аттестационная комиссия СССР присвоила Рауфу Баратовичу звание профессора, а в 1968 году он был избран действительным членом Академии наук Таджикской ССР.
70-е — 80-е годы XX века стали самыми плодотворными в научной деятельности академика Р. Б. Баратова. В этот период он публикует основную часть своих научных работ, посвящённых геологии и петрографии магматических пород, изучению эндогенных рудных месторождений, региональной металлогении, геохронологии магматических образований, а также исследованию земной коры и верхней мантии Центрального Таджикистана и прилегающих районов. Специалистами Института геологии под его руководством была разработана схема формирования магматических комплексов Таджикистана, обнаружены трубки взрыва в Гиссаро-Алайской горной системе, содержащие мантийные включения, предложена схема металлогении Центрального Таджикистана и Памира. Велика заслуга Рауфа Баратовича и в популяризации геологии. К этому направлению его работы можно отнести написанные им научно-популярные книги «Рудники и их разведка», «Бадахшанский рубин», «Камни Таджикистана», «Подземные богатства Канибадама», «Рудники Истравшана», «Интересные памятники природы Кулябского края». Всего за время научной деятельности Р. Б. Баратов опубликовал более 750 работ, в том числе 12 монографий. Кроме того, он известен как автор произведений по истории геологической науки, биографических очерков об известных геологах, рецензий на научные публикации по петрологии и металлогении.
Являясь директором Института геологии и занимая ответственные должности академика-секретаря физико-математического, химического и геологического отдела (с 1959 по 1976 год), а затем вице-президента Академии наук Таджикской ССР (с 1976 по 1984 год), Р. Б. Баратов уделял огромное внимание становлению геологической науки в Таджикистане, укреплению материально-технической базы научных учреждений Академии наук ТаССР и подготовке квалифицированных кадров. При нём в Институте геологии был создан ряд новых лабораторий, которые были оснащены современным оборудованием. Штат института вырос с 36 до 160 человек, а число научных работников увеличилось до 80. Благодаря его стараниям и настойчивости при институте начал работать Совет по защите кандидатских и докторских диссертаций. Затем сеть диссертационных советов стала функционировать и во всей системе республиканской Академии наук. Ещё одной немаловажной стороной деятельности Р. Б. Баратова была общественная работа. Рауф Баратович являлся членом Национального комитета геологов СССР, Петрографического комитета Академии наук СССР, Географического общества СССР, целого ряда научных советов страны, председателем нескольких республиканских научных обществ. Баратов много выступал с докладами на международных и всесоюзных геологических совещаниях, симпозиумах и конгрессах, входил в оргкомитет XXVIII Международного геологического конгресса (1989, Вашингтон). В последние годы он являлся почётным директором Института геологии Академии наук Республики Таджикистан, советником Президиума АН РТ, принимал участие в работе научно-технического совета Главного геологического управления при правительстве Республики. В 2000 и 2002 годах комиссией Американского биографического института по международным исследованиям Р. Б. Баратов объявлялся «человеком года». Последний монографический труд Рауфа Баратовича — «Геологические очерки Памиро-Алая», написанный в соавторстве с членом-корреспондентом Академии наук Таджикистана В. И. Будановым, — это своего рода геологическая энциклопедия, ставшая венцом его научной деятельности.
Последнее время Р. Б. Баратов жил в семье своего младшего сына в Казани. Умер Рауф Баратович 15 января 2013 года. Похоронен в Душанбе на мемориальном кладбище «Лучоб».

## Избранные труды
- Баратов Р. Б. Интрузивные комплексы южного склона Гиссарского хребта и связанное с ним оруденение. — Душанбе: Дониш, 1966. — 335 с.
- Баратов Р. Б. Горецкая Е. Н., Щукин С. И. Дацит-липаритовая формация Южного Гиссара. — Душанбе: Дониш, 1973. — 132 с.
- Баратов Р. Б. Памир: Полезные ископаемые Таджикской ССР. — М.: Знание, 1978. — 48 с.
- Баратов Р. Б. Горы открывают свои тайны. — Душанбе: Ирфон, 1981. — 112 с.
- Баратов Р. Б., Новиков В. П. Каменное чудо Таджикистана. — Душанбе: Дониш, 1984. — 117 с.
- Баратов Р. Б. Памир и его недра. — М.: Наука, 1984. — 103 с.
- Баратов Р. Б. Сокровища горного края. — Душанбе: Маориф, 1985. — 104 с.
- Баратов Р. Б. Минеральные кларки и природа их устойчивости: материалы IV Всесоюзного минералогического семинара. — Душанбе: Дониш, 1986. — 349 с.
- Баратов Р. Б. Горы и недра Таджикистана. — Душанбе: Маориф, 1989. — 118 с.
- Баратов Р. Б. Земная кора, тектоника и магматизм Памира и прилегающих районов Таджикистана. — Душанбе: Дониш, 1989. — 336 с.
- Баратов Р. Б. Богатства недр Таджикистана и их охрана. — Душанбе: Академия наук Республики Таджикистан, 1999. — 30 с.
- Баратов Р. Б. Геология и полезные ископаемые Таджикистана. — Душанбе: Дониш, 1999. — 165 с.
- Баратов Р. Б., Буданов В. И. Геологические очерки Памиро-Алая. — Душанбе: Дониш, 2005. — 235 с.

## Награды
- Орден Дружбы Народов
- Орден «Знак Почёта» — дважды (1948; 1963)
- Медали, в том числе:

Медаль «За доблестный труд в Великой Отечественной войне 1941—1945 гг.» (1947)
Медаль «За трудовую доблесть» (1954)
Медаль «За заслуги в разведке недр»
- Государственная премия Таджикской ССР имени Абу Али ибн Сино (1970)

## Память
- В честь Р. Б. Баратова в 1975 году минерал KLi3Ca7Ti2(SiO3)12F2 получил название баратовит[5]